# Pablo Moreno (football)
Pour les articles homonymes, voir Pablo Moreno et Moreno.
Pablo Moreno, né le 3 mai 2002 à Grenade en Espagne, est un footballeur espagnol qui évolue au poste d'avant-centre au FC Andorra.

## Biographie

### En club
Né à Grenade en Espagne, Pablo Moreno est formé par le FC Barcelone. Lors de son passage dans le club catalan, il inscrit 200 buts avec les différentes catégories de jeunes, en six ans. Le 27 juillet 2018, il s'engage en faveur de la Juventus FC alors qu'il est courtisé par de nombreux clubs européens.
Le 30 juin 2020, il est recruté par Manchester City, dans le cadre d'un échange avec Félix Correia,. 
Le 18 septembre 2020, Moreno est prêté au Girona FC. Il fait ses débuts en professionnel avec ce club en deuxième division espagnole, jouant son premier match le 26 septembre 2020, lors d'une rencontre de championnat face au Sporting Gijón. Il est titularisé lors de cette rencontre perdue par son équipe sur le score de deux buts à zéro. Bien qu'il n'obtient pas une place de titulaire, son entraîneur Francisco l'utilise régulièrement en le faisant souvent entrer en fin de match comme joker.
Lors de l'été 2021, et alors qu'il a fait la présaison avec Manchester City, son prêt à Girona est finalement prolongé d'une saison le 30 août 2021.

### En sélection nationale
Pablo Moreno représente l'équipe d'Espagne des moins de 17 ans, jouant un total de douze matchs pour trois buts. Il inscrit son premier but contre le Kosovo lors de sa deuxième apparition le 28 mars 2019, donnant la victoire aux siens (1-0 score final). Avec cette sélection il participe au championnat d'Europe des moins de 17 ans en 2019. Lors de cette compétition organisée en Irlande, il joue cinq matchs et inscrit un but face à l'Allemagne, permettant à son équipe de s'imposer (1-0). Les espagnols se hissent jusqu'en demi-finale, où ils sont battus par les Pays-Bas (1-0). Quelques mois plus tard, toujours avec les moins de 17 ans, Moreno participe à l'édition 2019 de la coupe du monde des moins de 17 ans, qui se déroule au Brésil. Il joue quatre matchs durant ce tournoi, où il marque un but et délivre une passe décisive face au Tadjikistan (victoire 5-1 de l'Espagne) et délivre une autre passe décisive contre le Sénégal en huitièmes de finale (2-1 pour l'Espagne). Les jeunes espagnols sont toutefois éliminés par la France en quarts de finale, sur un score large de six buts à un.